# Lenguas neoarameas
Las lenguas neoarameas, también llamadas arameas modernas, son variedades del arameo que evolucionaron durante los períodos medieval tardío y moderno temprano, y continúan hasta el día de hoy como idiomas vernáculos de comunidades modernas de habla aramea. En del campo de los estudios arameos, la clasificación de las lenguas neoarameas ha sido un tema de particular interés entre los estudiosos quienes propusieron varias divisiones, en dos (occidental y oriental), tres (occidental, central y oriental) o cuatro grupos primarios (occidental, central, nororiental y sudoriental).
En términos de sociolingüística, las lenguas neoarameas también se clasifican según varios criterios etnolingüísticos y religioso-lingüísticos, que abarcan líneas étnicas y religiosas y abarcan grupos que se adhieren al cristianismo, judaísmo, mandeísmo e islam.
Las lenguas neoarameas cristianas habladas de forma cotidiana por estos pueblos han coexistido durante mucho tiempo con el idioma siríaco clásico como lengua literaria y litúrgica del cristianismo siríaco. Puesto que el siríaco clásico y otras formas arcaicas, como el arameo targúmico (una variedad judeo-aramea) y el mandeo clásico, ya no son vernáculas, no se clasifican como lenguas neoarameas. Sin embargo, las lenguas clásicas siguen teniendo influencia sobre las lenguas neoarameas coloquiales.
Las variedades neoarameas más destacadas pertenecen a los grupos neoarameo central y neoarameo nororiental. Los hablan principalmente (aunque no exclusivamente) los asirios, que son adherentes de las iglesias cristianas Asiria del Este, Antigua del Oriente, Ortodoxa Siríaca, Católica Caldea y algunas otras denominaciones. Otros hablantes incluyen cristianos del Levante que hablan neoarameo occidental (en peligro de extinción), mandeos y algunos judíos mizrajíes. En la actualidad, la cantidad de hablantes fluidos es cada vez menor y las nuevas generaciones de asirios generalmente no aprenden el idioma completamente, especialmente porque muchos han emigrado y se han aculturado en sus nuevos países de residencia, y otros idiomas neoarameos minoritarios están siendo superados por hablas locales mayoritarias.

## Historia

Distribución de lenguas neoarameas

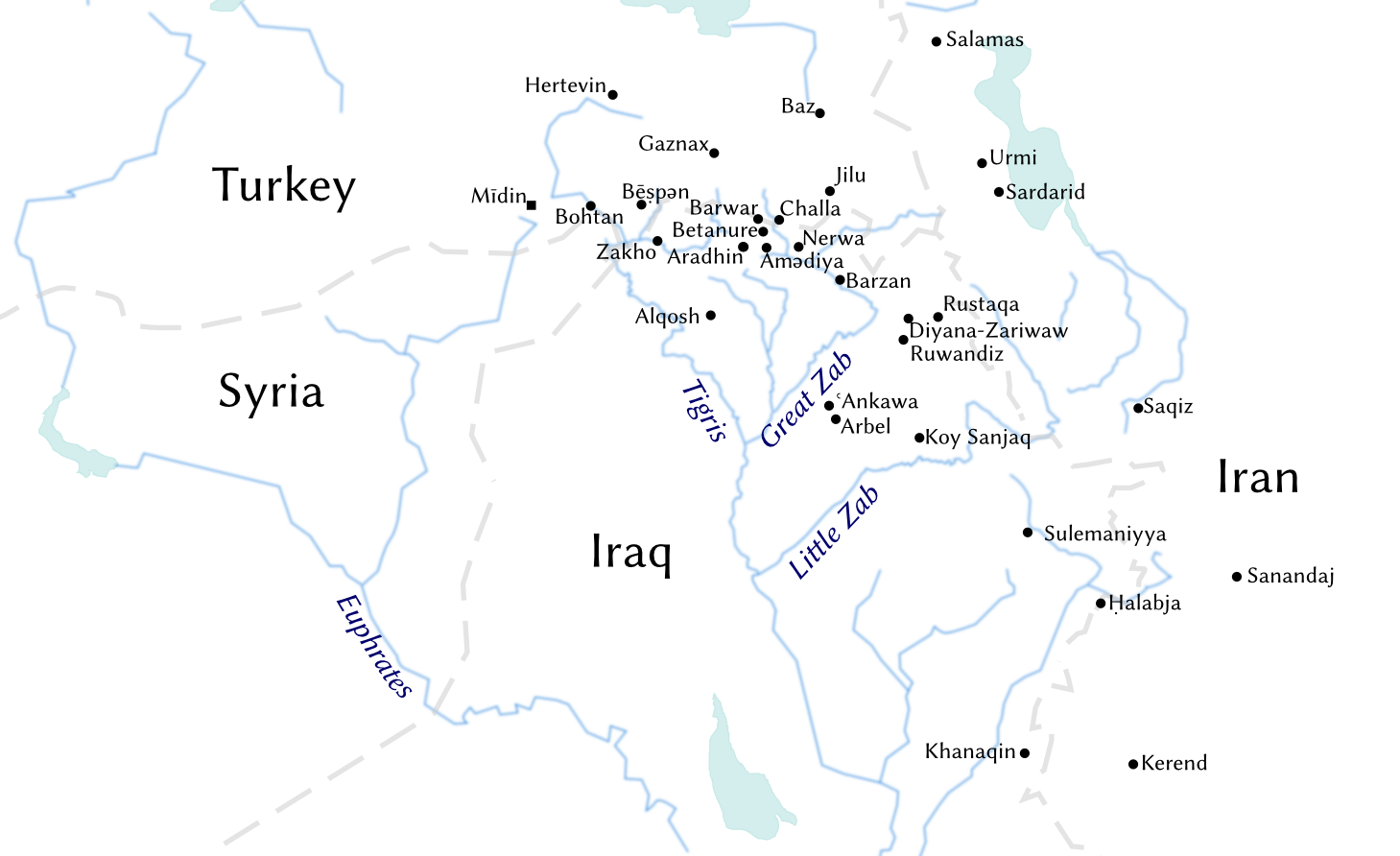
Lugares donde se hablan variedades del neoarameo nororiental

Durante la Antigüedad tardía, y a lo largo de la Edad Media, el desarrollo lingüístico de la lengua aramea estuvo marcado por la coexistencia de formas literarias y vernáculas. La forma literaria dominante entre los cristianos de habla aramea era el arameo de Edesa (urhaya), que llegó a conocerse como siríaco clásico (término acuñado por eruditos occidentales). Al mismo tiempo, los judíos de habla aramea tenían sus propias lenguas literarias (lenguas judeo-arameas). Junto con las formas literarias dominantes, también se hablaban varias formas vernáculas, con variaciones regionales distintivas. A finales de la Edad Media, las formas literarias utilizadas por los cristianos de habla aramea se confinaron principalmente a la esfera religiosa de la vida (uso litúrgico), mientras que las formas vernáculas continuaron desarrollándose hasta principios de la Edad Moderna. Gradualmente, algunas de esas formas vernáculas neoarameas también comenzaron a usarse con fines literarios.
Durante el siglo XIX se iniciaron los primeros estudios sistemáticos de las lenguas neoarameas y a principios del siglo XX algunas variedades neoarameas ya entraron en la fase moderna de su desarrollo lingüístico, marcada por la aparición de diversas publicaciones en lenguas neoarameas y  el establecimiento de escuelas modernas y otras instituciones.
Ese desarrollo se vio gravemente interrumpido por el estallido de la Primera Guerra Mundial (1914-1918) y las atrocidades cometidas contra las comunidades de habla aramea durante el sayfo.  El desplazamiento de muchas comunidades de sus regiones nativas interrumpió el continuo lingüístico y también creó nuevos grupos de hablantes de neoarameo en toda la diáspora. Esos eventos tuvieron un profundo impacto en el desarrollo futuro de las comunidades neoarameas, afectando todas las esferas de la vida, incluidas varias cuestiones culturales relacionadas con su idioma.

## Variedades
A lo largo de la historia del idioma arameo, ha existido un límite dialectal que divide las variedades occidental y oriental, que atraviesa transversalmente el desierto sirio de sureste a noroeste.
Las otras lenguas neoarameas son todas variedades orientales, pero con poca homogeneidad. El más distintivo en este grupo es el mandeo moderno, que tiene poca inteligibilidad con otras variedades. Es el descendiente directo del mandeo clásico, que tiene sus raíces en el arameo de influencia persa del Imperio Parto. El mandeo moderno lo hablan con fluidez unas 6.000 personas.

## Hablantes
El número de hablantes modernos de lenguas neoarameas se estima entre aproximadamente 575 000 y 1 000 000, la gran mayoría de los cuales son asirios. El mayor de los subgrupos de hablantes es el neoarameo asirio con aproximadamente 500 000 hablantes, el neoarameo caldeo con aproximadamente 240 000 hablantes, el turoyo con aproximadamente 400 000 hablantes y unos pocos miles de hablantes de otras lenguas neoarameas (es decir, variedades judeo-arameas modernas y neoarameo bohtan, entre otras), que dan un total de más de 870.000 hablantes de neoarameo.